# Alfredo Jahn
Alfredo Jahn Hartmann (Caracas, Venezuela, 8 de octubre de 1867-Ibídem, 12 de junio de 1940) fue un ingeniero, etnólogo, etnógrafo, naturalista y explorador científico venezolano. Estudió ingeniería militar en Alemania y se graduó en la Universidad Central de Venezuela. Participó en la construcción de los ferrocarriles Caracas-Valencia y Caracas-La Guaira y en la carretera trasandina (1885-1925).

## Educación formal, aportes ingenieriles y científicos
Cursó estudios de ingeniería militar en Alemania. Se graduó de Ingeniero en la Universidad Central de Venezuela, institución donde fue alumno del doctor Adolf Ernst, quien lo indujo a interesarse en las Ciencias Naturales. Jahn participó en las obras de construcción de los ferrocarriles Caracas-Valencia y Caracas-La Guaira y en la carretera trasandina (1885-1925).
A lo largo de su vida reunió un herbario de más de 1.200 plantas. El Herbario Nacional de Caracas conserva su colección. Además fundó y presidió la Academia de Ciencias Físicas, Matemáticas y Naturales en 1933, y fue miembro de la Academia Nacional de la Historia.

## Expediciones científicas
En 1887, junto con el químico e investigador Vicente Marcano, realizó una expedición etnográfica y etnológica por el Alto Orinoco. Tuvo a su cargo la parte geográfica y botánica, que dio inicio a la labor de mensura y triangulación de las cadenas montañosas y sitios y ciudades entre Valencia y Caracas. También realizó el levantamiento topográfico de la cuenca del lago de Valencia y varias expediciones científicas a la región occidental de Venezuela.
Uno de sus grandes aportes fue el levantamiento geodésico de toda la cordillera de los Andes, siendo el primero en ascender el Pico El Cenizo, la montaña más alta del parque nacional Henri Pittier, en febrero de 1901 y luego el Pico Humboldt el 18 de enero de 1911.

## Obras
De su obra científica se destacan:
1. La cordillera venezolana de los Andes (1912);
2. Los aborígenes del occidente de Venezuela (1927);
3. Historia, etnografía y afinidades lingüísticas (2 v., 1927), uno de sus trabajos más importantes;
4. Una importante contribución a la hidrografía de la Guayana venezolana (1931);
5. Los cráneos deformados de los aborígenes de los valles de Aragua (1932) y
6. Aspectos físicos de Venezuela (1941) publicada al aniversario de su muerte.

- La abreviatura «Al.Jahn» se emplea para indicar a Alfredo Jahn como autoridad en la descripción y clasificación científica de los vegetales.[4]